# Nudochernes gracilipes
Nudochernes gracilipes är en spindeldjursart som beskrevs av Beier 1959. Nudochernes gracilipes ingår i släktet Nudochernes och familjen blindklokrypare. Inga underarter finns listade i Catalogue of Life.